# 倉澤行洋
倉澤 行洋（くらさわ ゆきひろ、1934年3月15日 - 2023年1月21日）は、日本の哲学者、宗教学者。神戸大学名誉教授。元宝塚大学教授。

## 経歴
1956年京都大学文学部哲学科卒。1962年、京都大学大学院文学研究科（宗教学）を修了後、神戸大学国際文化学部教授。神戸大学定年退官後は宝塚大学教授。
初めドイツ哲学を専攻していたが、のちに日本の藝道研究に携わる。京都学派の哲学者、久松真一に師事。主著『藝道の哲学』では歌、能、茶道などの諸藝道に通じる稽古論・求道論を整理・体系化した。日本宗教学会理事、茶の湯文化学会会長、心茶会会長等を歴任。号は無庵。

## 著書
- 『対極桃山の美』（淡交社、1983年）
- 『藝道の哲学・増補版』（東方出版、1987年）
- 『一期一会』（燈影舎、1988年）
- 『東洋と西洋―世界観 茶道観 藝術観』（東方出版、1992年）